# Valiha
Valiha là một chi thực vật có hoa trong họ Hòa thảo (Poaceae).

## Loài
Chi Valiha gồm các loài: